# Dicranomyia (Zelandoglochina) aphanta
Dicranomyia (Zelandoglochina) aphanta is een tweevleugelige uit de familie steltmuggen (Limoniidae). De soort komt voor in het Neotropisch gebied.